# 日系ロシア人
日系ロシア人（にっけいロシアじん、ロシア語: Российские японцы）とは日本人の血を引いたロシアの市民である。

## 歴史
最初にロシアへ移住した日本人は江戸時代前期の1696年に日本の北東の太平洋岸にあるカムチャツカ半島へ漂着し、後にロシアへの帰化と正教会への改宗を行った漂流民の伝兵衛である。他にもロシア極東各地には日本人の漂流民が流れ着いたとされ、伝兵衛は1705年に当時の首都だったペテルブルクで開設された日本語学校の教師を務め、同所では1738年にゴンザにより史上初の露和辞典が編集された。1753年に日本語学校はシベリアのイルクーツクに移転し、ここで日本語教師となった善六は1813年のゴローニン事件に伴うディアナ号の訪日に同行してロシア側の通訳（通詞）を務めるなど、日露関係の初期において日系ロシア人は大きな役割を果たした。
1855年に日露和親条約、1858年に日露修好通商条約が結ばれてロシア帝国と日本（江戸幕府）との正式な国交が開設されて以降、明治維新による明治新政府（大日本帝国）の成立を挟んで、日本とロシア極東との貿易が盛んになり、ウラジオストクは一大拠点となった。日露両国は軍事対立を続け、1904年から1905年にかけては日露戦争が起きたが、戦後には日露貿易は日本海岸の各都市で、そして両国の勢力圏が接した清領の満洲（現在の中国東北部）で再開され、1910年代半ば、大正中期の最盛期には太平洋岸の港湾都市ウラジオストクに日本人街が作られおよそ6000人、極東ロシアの中心都市ハバロフスクには600人の日本人が生活していた。
しかし、1917年のロシア革命によるソビエト社会主義政権の成立、及びそれに続くシベリア出兵の中で発生した日本人居留民虐殺の尼港事件などはロシア在留日本人に恐怖を与え、日本軍のシベリア撤兵をきっかけに多くは日本へ帰国を余儀なくされ、ウラジオストクの日本人社会は壊滅した。その後に発足したソビエト連邦（ソ連）政府は1925年に日ソ基本条約を締結して対日国交を回復し、日露戦争後のポーツマス条約で認めたカムチャツカ半島での漁業権に伴う日本人の在住を認めたが、1941年の太平洋戦争開始によりこの北洋漁業は中断され、第二次世界大戦最末期の1945年8月に起きたソ連対日参戦の時点ではソ連領内の日本人居住者はごく少数だった。
一方で戦後、ソ連に侵攻・占領された地域には多くの日本人が取り残され、さらに日本軍の捕虜約70万人はソ連領内へ連行されるシベリア抑留の対象者になった。また、南樺太に在住したおよそ40万人の在留邦人の多くは、日本に引き揚げたが、朝鮮人やロシア人と結婚するなどして帰国できなかった人も少なくなく、サハリンには2001年時点で、残留日本人約400人が存在する。また、シベリア抑留者は期間中に死亡した約6万人を除く大半が1956年の日ソ共同宣言による国交回復後までにほとんどが日本へ帰国したが、中には、ウクライナ人となった上野石之助やカザフスタンの阿彦哲郎のようにそのまま残留しソ連へ帰化して生活してきた人も存在する。また、木村三浩による現地調査でジョージア内のアブハジア共和国にもシベリア抑留者の子孫が在住していることが分かった。他にも、ロシア連邦内のカルムイク共和国に住む中川義照のように、近年になりロシア残留孤児も多数存在することが確認された。このように、ロシアや旧ソ連地域の日系人については未調査のものも多く、日本人の子孫は相当数存在する可能性もある。
これとは別に、戦前から日本での社会主義運動を行った日本共産党の党員を含む社会主義者はしばしばソ連での教育や滞在を経験し、そのままソ連にとどまる者もいた。下記のイリーナ・ハカマダはこのタイプの二世である。
1985年のペレストロイカ開始から1991年の連邦崩壊に至るソ連末期、およびその後のロシア連邦成立後にかけてソ連・ロシア政府は日本への出国や日本国民の居住を緩和し、ロシア領内で生まれた日本人の子どもや両国民の間で生まれる子どもが増加した。このうち、ロシア国籍を取得した者は日系ロシア人となるが、その正確な実数は明らかになっていない。

## 著名な日系ロシア人
- 岡田嘉子 - 女優、アナウンサー。1938年に樺太の日ソ国境を越えた亡命者。
- イリーナ・ムツオブナ・ハカマダ - ロシアの政治家。父親が戦前に日本から移住した日本共産党員の袴田陸奥男。
- ニシヤマ・ソウキチ - ロシアの政治家・実業家。生後7カ月にソ連が占領した南樺太でそのまま残った日本人家族の出身。
- 川口悠子 - フィギュアスケート選手。競技生活の中で国籍変更を決断し、2010年にロシア国籍を取得。
- イッペイ・シノヅカ - サッカー選手。日本人とロシア人の間に生まれ、高校生の途中で日本からロシアに移住。ロシア国籍選択後、2017年からは日本のJリーグでプレー。